# Piemonte Volley
Maillots
Le Piemonte Volley, également nommé BreBanca Lannutti Cuneo d'après son sponsor principal, est un club de volley-ball italien de Coni qui a été fondé en 1958 et qui évolue au plus haut niveau national (Serie A1) depuis 1989.
Si la ville où réside le club s'appelle en français « Coni », dans le monde du volley-ball c'est le nom italien de « Cuneo » qui est employé[réf. nécessaire].

## Historique
- 1958 : Fondation du club sous le nom de Cuneo Volley Ball Club
- 1986 : Promotion en Serie B
- 1988 : Promotion en Serie A2
- 1989 : Promotion en Serie A1
- 1996 : Vainqueur de la Coupe d'Italie et de la CEV Cup
- 2001 : Le club est renommé en Piemonte Volley
- 2010 : Champion d'Italie

## Palmarès
- Ligue des champions 
  - Finaliste : 2013
- Coupe des Coupes / Coupe de la CEV (3)
  - Vainqueur : 1997, 1998, 2010
- Challenge Cup (2)
  - Vainqueur : 1996, 2002
- Supercoupe d'Europe (2)
  - Vainqueur : 1996, 1997
  - Perdant : 2000, 2001
- Championnat d'Italie (1)
  - Vainqueur : 2010
  - Finaliste : 1996, 1998, 2011
- Coppa Italia (5)
  - Vainqueur : 1996, 1999, 2002, 2006, 2011
- Supercoupe d'Italie (3)
  - Vainqueur : 1996, 1999, 2002
  - Finaliste : 2004

## Effectifs

### Saison 2013-2014
| No                                                | Nom                                               | Date de naissance                                 | Taille                       | Poids                        | Poste                        |
| ------------------------------------------------- | ------------------------------------------------- | ------------------------------------------------- | ---------------------------- | ---------------------------- | ---------------------------- |
| 1                                                 | Jeroen Rauwerdink                                 | 13 septembre 1985                                 | 200                          | 96                           | Réceptionneur-attaquant      |
| 2                                                 | Oleg Antonov                                      | 28 juillet 1988                                   | 198                          | 91                           | Réceptionneur-attaquant      |
| 3                                                 | Andrea Marchisio                                  | 6 novembre 1990                                   | 186                          | 78                           | Libero                       |
| 4                                                 | Javier González                                   | 21 février 1983                                   | 192                          | 80                           | Passeur                      |
| 5                                                 | Daniele De Pandis                                 | 30 juin 1984                                      | 184                          | 73                           | Libero                       |
| 6                                                 | Alberto Casadei                                   | 15 septembre 1984                                 | 200                          | 86                           | Attaquant                    |
| 8                                                 | Emanuel Kohút                                     | 21 juillet 1982                                   | 206                          | 85                           | Central                      |
| 9                                                 | Nikola Grbić                                      | 6 septembre 1973                                  | 195                          | 91                           | Passeur                      |
| 10                                                | Aimone Alletti                                    | 28 juin 1988                                      | 207                          | 82                           | Central                      |
| 11                                                | Giorgio De Togni                                  | 7 juillet 1985                                    | 202                          | 94                           | Central                      |
| 12                                                | Nico Freriks                                      | 22 décembre 1981                                  | 192                          | 85                           | Passeur                      |
| 13                                                | Manuel Coscione                                   | 29 janvier 1980                                   | 188                          | 84                           | Passeur                      |
| 14                                                | Antonin Rouzier                                   | 18 août 1986                                      | 201                          | 97                           | Attaquant                    |
| 15                                                | Gabriele Maruotti                                 | 25 mars 1988                                      | 196                          | 89                           | Réceptionneur-attaquant      |
| 16                                                | Edoardo Picco                                     | 28 mars 1994                                      | 206                          | 92                           | Central                      |
|                                                   |                                                   |                                                   |                              |                              |                              |
| Encadrement technique                             | Encadrement technique                             |                                                   | Légende                      | Légende                      | Légende                      |
| Entraîneur : Roberto Piazza                       | Entraîneur : Roberto Piazza                       | Entraîneur : Roberto Piazza                       | : Capitaine                  | : Capitaine                  | : Capitaine                  |
| Entraîneur(s) adjoint(s) : Massimiliano Giaccardi | Entraîneur(s) adjoint(s) : Massimiliano Giaccardi | Entraîneur(s) adjoint(s) : Massimiliano Giaccardi | : Joueur blessé actuellement | : Joueur blessé actuellement | : Joueur blessé actuellement |

| Équipe type : Piemonte Volley                                                                                    |
| \| González · # 4 Rauwerdink · # 1 De Togni · # 11 Rouzier · # 14 Maruotti · # 15 Kohút · # 8 De Pandis · # 5 \| |
| González · # 4 Rauwerdink · # 1 De Togni · # 11 Rouzier · # 14 Maruotti · # 15 Kohút · # 8 De Pandis · # 5       |

| González · # 4 Rauwerdink · # 1 De Togni · # 11 Rouzier · # 14 Maruotti · # 15 Kohút · # 8 De Pandis · # 5 |

## Entraîneurs
- 2009-2011 :  Alberto Giuliani
- 2011-2012 :  Flavio Gulinelli

## Joueurs majeurs

### Du monde entier
- Davide Bellini  Italie (passeur, 1,97 m)
- Ferdinando De Giorgi  Italie (passeur, 1,78 m)
- Gilberto Amaury de Godoy Filho « Giba »  Brésil (réceptionneur-attaquant, 1,94 m)
- Ljubomir Ganev  Bulgarie (réceptionneur-attaquant, 2,10 m)
- Vladimir Grbic  Serbie-et-Monténégro (réceptionneur-attaquant, 1,93 m)
- Ihosvany Hernandez  Cuba (central, 2,06 m)
- Rouslan Olikhver  Russie (central, 2,01 m)
- Igor Omrcen  Croatie (central, 2,08 m)
- Samuele Papi  Italie (réceptionneur-attaquant, 1,91 m)
- Rafael Pascual  Espagne (réceptionneur-attaquant, 1,94 m)
- Tuomas Sammelvuo  Finlande (réceptionneur-attaquant, 1,93 m)
- Ventceslav Simeonov  Bulgarie (réceptionneur-attaquant, 2,01 m)
- Andrzej Stelmach  Pologne (passeur, 2,00 m)
- Krzystof Stelmach  Pologne (réceptionneur-attaquant, 1,98 m)
- Wout Wijsmans  Belgique (pointu, 2,01 m)

### Les Français et Cuneo
- Hubert Henno (libero, 1,90m)
- Stéphane Antiga (répceptionneur-attaquant, 2,00 m)
- Philippe Blain (réceptionneur-attaquant, 1,94 m)
- Frantz Granvorka (réceptionneur-attaquant, 1,95 m)
- Earvin N'Gapeth (réceptionneur-attaquant, 1,94 m)
- Guillaume Samica (réceptionneur-attaquant, 1,97 m)